# Synagogue de Nice
La synagogue de Nice, appelée aussi grande synagogue, est un lieu de culte juif, situé en plein centre-ville de Nice, au n°7 de la rue Gustave-Deloye. Elle a été inaugurée en 1886.

## Présentation
La communauté juive présente à Nice depuis le XIIIe siècle ne se structure qu'à partir du XVIIIe siècle. En 1773, une synagogue est aménagée rue Benoît-Bunico dans le quartier de la giudaria (ghetto).
À la fin du XIXe siècle, lors de l'expansion urbaine sur la rive droite du Paillon, l'autorisation est accordée en 1885 de construire une nouvelle synagogue sur un terrain occupé par un théâtre alors réputé.
L'architecture de style néo-byzantin est attribuée à Paul Martin, ingénieur des Arts et Métiers qui a aussi construit le palais de l'Agriculture. Le dessin de sa façade en pierre avec sa partie sommitale en forme de pyramide percée par une rosace centrale et coiffée des Tables de la Loi se retrouve fréquemment dans les constructions de temple israélite de même époque comme à Dijon, Tunis, Baltimore et Buenos Aires. L'intérieur est orné d'un sanctuaire richement décoré. Une série de douze vitraux sur le thème biblique Le Chant des prophètes créé par l'artiste Théo Tobiasse dans l'atelier du maître verrier, Alain Peinado à Nice, est inaugurée en 1993.
La nouvelle synagogue est inaugurée le 21 mars 1886 par le grand-rabbin de France, Lazare Isidor, assisté par le rabbin de Nice, Honel Meiss. En 1943, les nazis occupent l'édifice et y enferment de nombreux juifs avant leur déportation. En 1988, une inauguration célèbre son importante rénovation.
Elle est inscrite au titre des monuments historiques le 17 avril 2007.